# Expansão de sólido
A expansão de sólido é uma operação sobre um poliedro que permite obter outro poliedro.
A operação consiste em afastar todas as faces do poliedro e preencher os espaços vazios resultantes com polígonos (triângulos, rectângulos, pentágonos, etc.).
A expansão de sólido é caso especial de snubificação em que não ocorre rotação.

## Exemplos
- Da expansão do tetraedro resulta o cuboctaedro.

|  |  |  |

- Da expansão do hexaedro resulta o rombicuboctaedro.

|  |  |  |

- Da expansão do octaedro resulta o rombicuboctaedro.

|  |  |  |

- Da expansão do dodecaedro resulta o rombicosidodecaedro.

|  |  |  |

- Da expansão do icosaedro resulta o rombicosidodecaedro.

|  |  |  |

- Da expansão do cuboctaedro resulta o octaedro truncado, o cubo, o cubo truncado e o tetraedro.

- Da expansão do cubo truncado resulta o cuboctaedro.